# Crispendorf

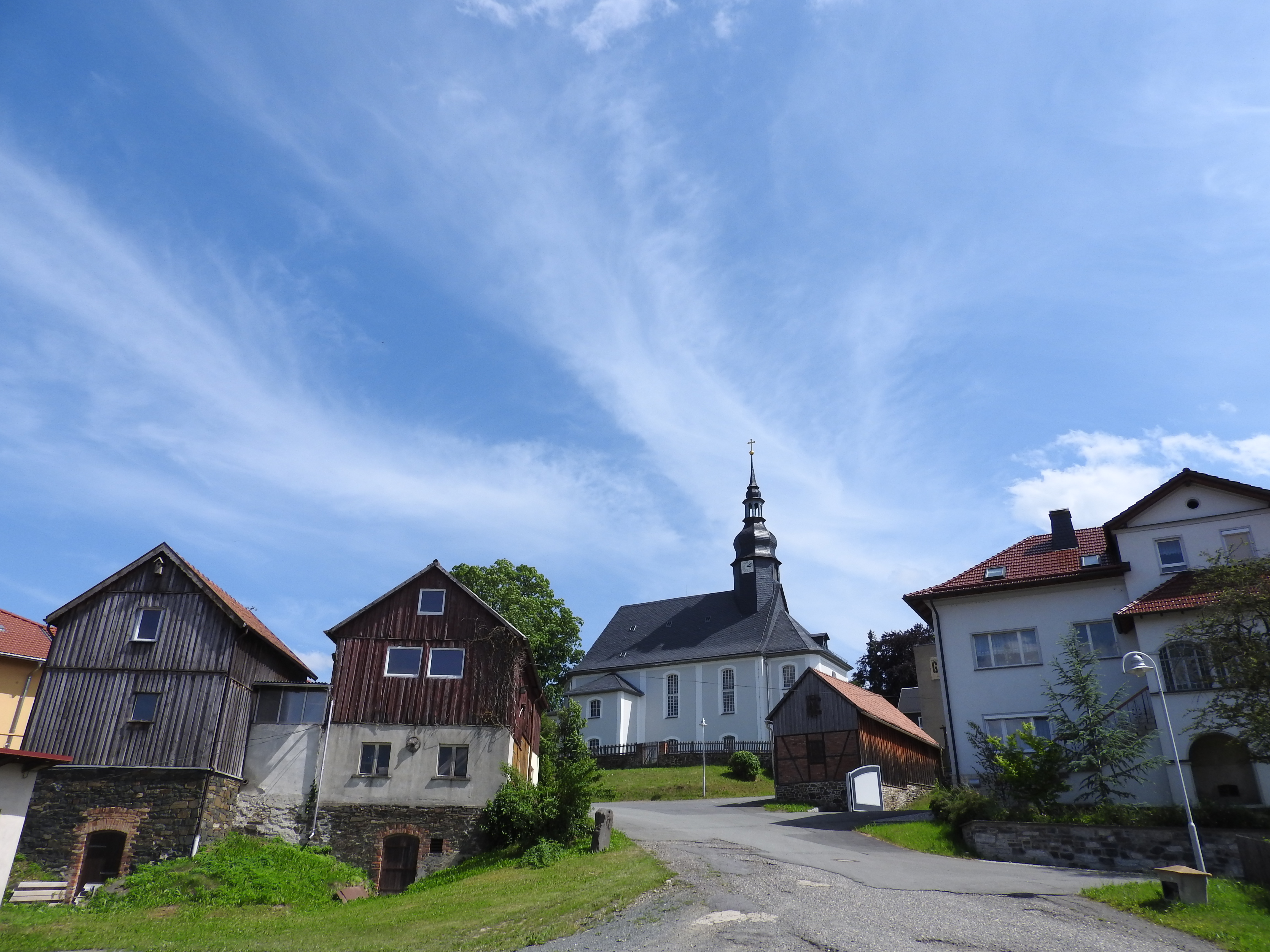
Ort mit Kirche

Crispendorf ist ein Ortsteil der Stadt Schleiz im thüringischen Saale-Orla-Kreis.

## Geografie

### Geografische Lage
Crispendorf liegt im Zentrum des Saale-Orla-Kreises rund 5,5 km westnordwestlich der Kleinstadt Schleiz auf etwa 430 m ü. NN. Am Südrand des Gemeindegebiets liegt die von der Wisenta durchflossene Talsperre Wisenta mit dem Pumpspeicherwerk Wisenta. Ihr Stausee gehört zur Saalekaskade, dem größten zusammenhängenden Stauseegebiet Deutschlands. Zu dieser Kaskade zählt auch der 15 km westlich von Crispendorf an der Saale gelegene Hohenwarte-Stausee, einer der größten Stauseen Deutschlands, der von der Hohenwartetalsperre aufgestaut wird. Über weite Teile der ehemaligen Gemeindefläche erstreckt sich das Landschaftsschutzgebiet Obere Saale.

### Geologie
Geologisch befindet sich die Gemarkung des Ortes im Südostthüringer Schiefergebirge. Diese Böden sind durch den hohen Feinerdeanteil und hohen Humusgehalt sehr fruchtbar.

## Geschichte
Die erste urkundliche Erwähnung des Ortes stammt aus dem Jahre 1290. Der heutige Ortsname ist ab 1383 überliefert, er wurde 1401 Krispendorff geschrieben. Der ungewöhnliche Name geht (wahrscheinlich) auf den Namen des Heiligen Crispinus zurück, ab 1503 war dieser bereits in Vergessenheit geraten und man schrieb nun Kristendorf, auch Christendorf.
Die damaligen Erben des Rittergutes Crispendorf war die Familie Geldern, die 1816 als von Geldern-Crispendorf in den (reuß.) Adelsstand erhoben wurden. 1923 bewirtschaftete er den Betrieb mit einer Fläche von 274 ha. Letzte Gutseigentümer waren Maximilian von Geldern, seine Witwe lebte bis zu letzt in Gera, und dann ab 1938sein Sohn Eberhard von Geldern, der nachfolgend mit seiner Familie in Bayern lebte.
Das Gut wurde nach dem Zweiten Weltkrieg enteignet und an Umsiedler und Bauern übereignet. Später gingen sie den Weg der DDR-Landwirtschaft.
Gegen Ende des Zweiten Weltkrieges und der Naziherrschaft wurden Häftlingskolonnen in einem Todesmarsch vom KZ Buchenwald zum KZ Flossenbürg durch den Ort getrieben. Dabei erschossen SS-Männer fünf Häftlinge, die auf dem unteren Gemeindefriedhof von Crispendorf begraben wurden. Ein dort aufgestellter Gedenkstein sowie eine Stele an der Hauptstraße erinnern an die Toten.
Das kleine Barockschloss wurde 1945 geplündert und 1948 nach dem Befehl 209 der SMAD gesprengt. Das Schloss stand auf den Grundmauern einer 1389 erstmals erwähnten Burg der Herren von Poseck, ab 1538 im Besitz derer von Watzdorfs.
Zu DDR-Zeiten errichtete und unterhielt die IG „Karl Marx“ bei der SDAG Wismut im Wisentatal ein Betriebs-Ferienlager für die Kinder der Betriebsangehörigen.
Am 1. Januar 2019 wurde die Gemeinde Crispendorf in die Stadt Schleiz eingemeindet. Die Gemeinde gehörte bis dahin zur Verwaltungsgemeinschaft Ranis-Ziegenrück und bestand aus den Ortsteilen Crispendorf, Dörflas und Erkmannsdorf.

### Einwohnerentwicklung
Entwicklung der Einwohnerzahl (Stand jeweils 31. Dezember):
| - 1994: 501 - 1995: 492 - 1996: 493 - 1997: 491 - 1998: 480 - 1999: 480 | - 2000: 467 - 2001: 467 - 2002: 457 - 2003: 455 - 2004: 454 - 2005: 452 | - 2006: 445 - 2007: 436 - 2008: 424 - 2009: 419 - 2010: 406 - 2011: 392 | - 2012: 385 - 2013: 384 - 2014: 386 - 2015: 376 - 2016: 377 - 2017: 378 |

Datenquelle: Thüringer Landesamt für Statistik

## Bürgermeister
Im Mai 2014 wurde Axel Weiser zum Bürgermeister gewählt.
Von 2004 bis 2016 war Uwe Kliche der Bürgermeister.

## Wappen
Blasonierung: Die Wappenbeschreibung in Paragraph 3 der Hauptsatzung der Gemeinde lautet: „Rund, in der Mitte ein Weidenbaum (grüne Blätter, brauner Stamm) mit der Kennzeichnung Gemeinde Crispendorf.“

## Sehenswürdigkeiten

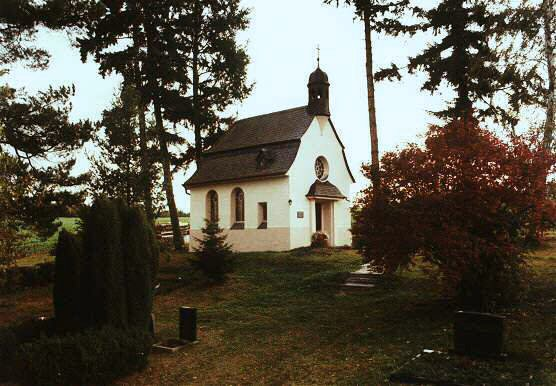
Außenansicht der Nikolaus-Kapelle

Die Kapelle des Gutshofes Dörflas wurde 1998/1999 als Kirche restauriert und 1999 neu geweiht. In einem 2010 durchgeführten Wettbewerb des Mitteldeutschen Rundfunks (MDR) innerhalb der Aktion „Schwefelhölzchen“ ging die Kapelle als Sieger unter den eingesandten Zuschriften hervor und errang den Titel „Kleinste Kirche Mitteldeutschlands“. 
Westlich des Ortes befindet sich auf dem Gelände des ehemaligen Pionierlagers „Karl Marx“ der SDAG Wismut die Ferienlandeisenbahn Crispendorf, eine 1,4 Kilometer lange Parkeisenbahn.

## Persönlichkeiten
- Bruno von Geldern-Crispendorf (1827–1894), Verwaltungsjurist und Politiker, in Crispendorf geboren
- Richard von Geldern-Crispendorf (1831–1912), Verwaltungsjurist, Politiker und Landtagspräsident, in Crispendorf geboren
- Albin Hoffmann (1831–1894), Pfarrer und Politiker, in Crispendorf geboren
- Franz Penzoldt (1849–1927), Internist und Pharmakologe, in Crispendorf geboren
- Hermann Spörl (1863–1940), Pfarrer und Politiker, in Crispendorf geboren
- Hans Danckwerts (1897–1945/46), Nachrichtendienstler und Redakteur, in Crispendorf geboren